# Miss Subways
 (septembre 2022).
La mise en forme du texte ne suit pas les recommandations de Wikipédia : il faut le « wikifier ».
Les points d'amélioration suivants sont les cas les plus fréquents. Le détail des points à revoir est peut-être précisé sur la page de discussion.
- Les titres sont pré-formatés par le logiciel. Ils ne sont ni en capitales, ni en gras.
- Le texte ne doit pas être écrit en capitales (les noms de famille non plus), ni en gras, ni en italique, ni en « petit »…
- Le gras n'est utilisé que pour surligner le titre de l'article dans l'introduction, une seule fois.
- L'italique est rarement utilisé : mots en langue étrangère, titres d'œuvres, noms de bateaux, etc.
- Les citations ne sont pas en italique mais en corps de texte normal. Elles sont entourées par des guillemets français : « et ».
- Les listes à puces sont à éviter, des paragraphes rédigés étant largement préférés. Les tableaux sont à réserver à la présentation de données structurées (résultats, etc.).
- Les appels de note de bas de page (petits chiffres en exposant, introduits par l'outil «  Source ») sont à placer entre la fin de phrase et le point final[comme ça].
- Les liens internes (vers d'autres articles de Wikipédia) sont à choisir avec parcimonie. Créez des liens vers des articles approfondissant le sujet. Les termes génériques sans rapport avec le sujet sont à éviter, ainsi que les répétitions de liens vers un même terme.
- Les liens externes sont à placer uniquement dans une section « Liens externes », à la fin de l'article. Ces liens sont à choisir avec parcimonie suivant les règles définies. Si un lien sert de source à l'article, son insertion dans le texte est à faire par les notes de bas de page.
- La présentation des références doit suivre les conventions bibliographiques. Il est recommandé d'utiliser les modèles {{Ouvrage}}, {{Chapitre}}, {{Article}}, {{Lien web}} et/ou {{Bibliographie}}. Le mode d'édition visuel peut mettre en forme automatiquement les références.
- Insérer une infobox (cadre d'informations à droite) n'est pas obligatoire pour parachever la mise en page.

Pour une aide détaillée, merci de consulter Aide:Wikification.
Si vous pensez que ces points ont été résolus, vous pouvez retirer ce bandeau et améliorer la mise en forme d'un autre article.

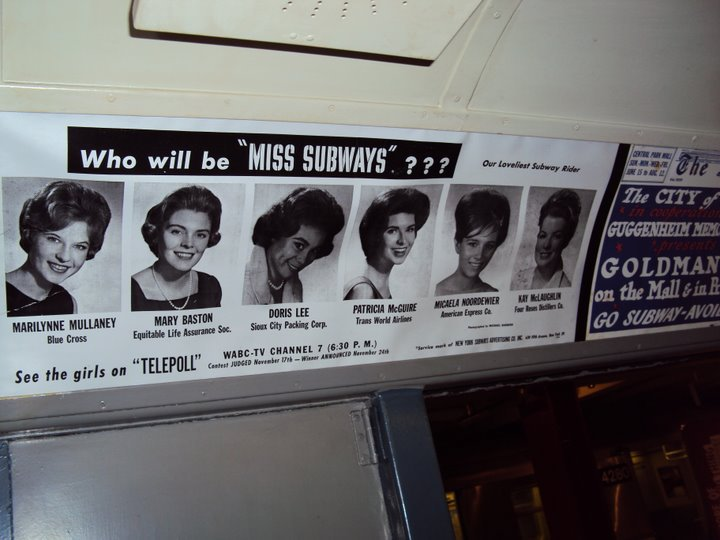
Une publicité pour Miss Subways au New York Transit Museum.

« Miss Subways » était une distinction accordée à des passagères du métro de New-York entre 1941 et 1976. Les lauréates voyaient leur portrait s'afficher sur les wagons des trains, accompagnée d'une brève description. En 1957, on estimait que 5,9 millions de personnes pouvaient voir les Miss Subways quotidiennement, grâce aux 14 000 affiches qui étaient collées sur les wagons des trains. Le programme était dirigé par la New York Subways Advertising Company (la régie publicitaire du métro). Environ 200 femmes ont remporté cette distinction.

## Sélection

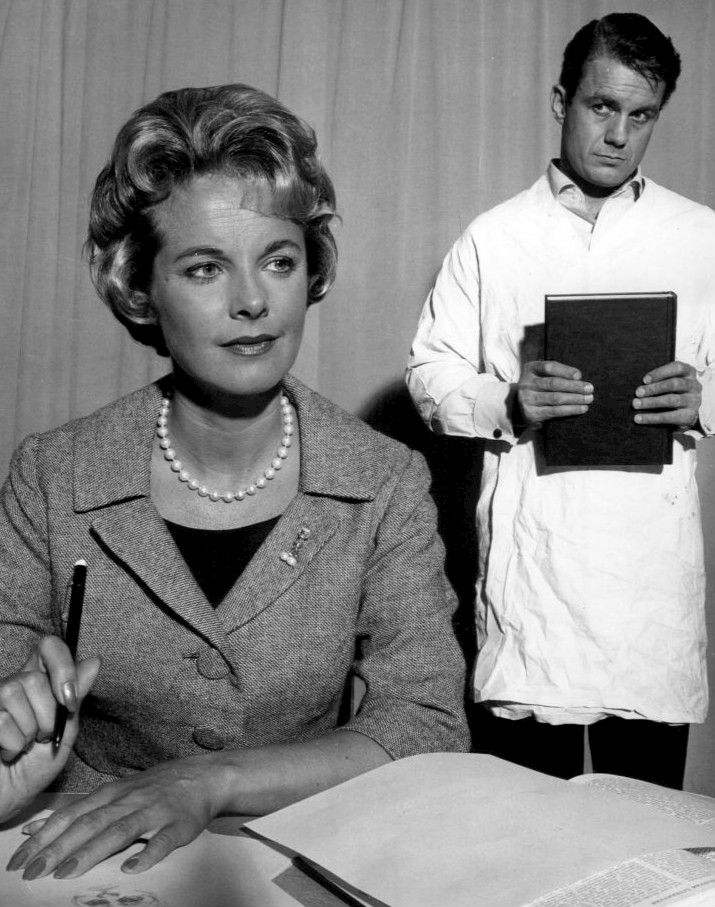
Mona Freeman Miss Subways en mai 1941 à la télévision avec Cliff Robertson, 20 ans plus tard

La méthode qui était utilisée pour sélectionner les Miss Subways a varié au fil du temps. Elle se présentait généralement sous la forme d'un concours de beauté. Les candidates devaient résider à New York et utiliser elles-mêmes le métro pour être éligibles. « John Robert Powers, le directeur de l'agence de mannequins, sélectionnait les gagnantes » jusqu'en 1961 ou 1962 et, plus tard, « durant quelques années, les gagnantes ont été choisies par les organisateurs du concours ».

Avant 1952, des sélections pour élire les Miss Subways avaient lieu tous les mois. De 1952 à 1957, les candidates étaient sélectionnées une fois tous les deux mois. « M. Powers a une fois choisi sept gagnantes simultanées pour qu'elles règnent côte à côte dans le métro ». En 1957, elles étaient toutes triées sur le volet en fonction de leur degré d'évocation de la « fille d'à côté » : 

« Toutes les Miss Subways ont une chose en commun. Elles ressemblent – ou sont censées ressembler – à la fille d'à côté. Près de 400 jeunes filles authentiques participent à chacun des trois concours annuels. Les gagnantes sont sélectionnées par John Robert Powers, millionnaire et directeur d'une agence de mannequins. M. Powers dit ne pas vouloir des « types de nanas glamours ni de chefs-d’œuvre peints à la main. » Les modèles, actrices et comédiennes professionnelles constituent un tabou. Toute autre personne âgée de plus de 17 ans peut participer. Les Miss Subways sélectionnées sont par exemple des secrétaires, militaires, infirmières, vendeuses, et hôtesses d'accueil. »

En 1963, John Robert Powers n'était plus impliqué dans la sélection lorsque les modalités de vote du concours sont devenues « publiques... par bulletin postal ». La première gagnante du vote public était Ann Napolitano, secrétaire de direction dans l'agence de publicité Doyle, Dane & Bernbach. La New York Subways Advertising Company « a redirigé le concours pour mettre à l'honneur les filles qui travaillent - ce qu'est New York City ». Les gagnantes ont reçu des bracelets ornés de jetons de métro plaqués or (qui plus tard étaient argentés) Spaulding a commenté en 1971 que « la beauté en elle-même est démodée. Ce sont la personnalité et les centres d'intérêt qui priment » et il décrit la manière dont « chaque concours cumule entre 300 et 400 candidatures, soumises par la famille, les amis et les collègues des candidates. Une trentaine d'entre elles sont sélectionnées pour passer un entretien personnel « dans le but d'évaluer leur personnalité et de s'assurer que la photo suggérée soit conforme ». La plupart des gagnantes étaient des sténographes, des commis de cuisines, des réceptionnistes et certaines étaient des enseignantes et des hôtesses ».
Après le système des bulletins postaux, les gagnantes étaient généralement choisies par votes téléphoniques, parmi un groupe de nommées dont les photos étaient placées dans le métro. Les détentrices du titre étaient photographiées par des photographes tels que James J. Kriegsmann qui « s'est spécialisé dans les photos de célébrités de la scène et de l'écran, mais il a également pris en photo des gens ordinaires, y compris les femmes qui sont apparues dans la promotion des Miss Subways pendant plus de 30 ans ».
En 2004, la Metropolitan Transportation Authority, en collaboration avec le New York Post, fait revivre le programme, désormais sous le nom de « Ms. Subways », pour un an seulement. Un concours par vote est organisé pour déterminer la gagnante, Caroline Sanchez-Bernat, une actrice. Des affiches de « Mme Subways » sont placardées dans le métro, accompagnées cette fois-ci de conseils de sécurité à la place des traditionnelles notes biographiques.

## Importance
Pour l'agence John Robert Powers, Miss Subways a été créé dans le but de « promouvoir ses mannequins et pour la New York Subways Advertising Company "afin de favoriser l'attraction visuelle" des... publicités adjacentes ». « Le concours a fourni le dispositif principal de l'intrigue de la comédie musicale On The Town de Leonard Bernstein en 1944, dans laquelle un marin amoureux en congé part à la recherche de "Miss Turnstiles" ».
En 1945, le quatrième anniversaire du concours est célébré à l'échelle nationale par Life Magazine. « Contrairement à Miss America, ces reines représentaient tout la diversité de leur circonscription, principalement irlandaises, italiennes, latines et juives. La première gagnante noire a régné sur les trains du métro en 1947 (36 ans avant qu'une Miss America noire soit nommée), la première gagnante asiatique y a régné en 1949 ». Thelma Potter, qui étudiait à l'époque au Brooklyn College, a été la première Miss Subways noire. Potter a déclaré: « C'était progressiste... Ça a un peu fait bougé les choses ».

La New York Subway Advertising Company appartenait à Walter O'Malley, qui a fait déménager les Dodgers de Brooklyn à Los Angeles en 1958. Bernard Spaulding, directeur des ventes de la New York Subways Advertising Company, a déclaré en 1971 qu'il s'agissait « d'un phénomène de pin-up de la Seconde Guerre mondiale, qui a ensuite perdu son importance sociale ». Miss Subways avait « une essence mythique pour beaucoup », a déclaré le maire de New York City, Ed Koch qui a aussi affirmé en 1979 : 

« Et encore maintenant je peux m'assoir dans le métro, regarder les affiches publicitaires, fermer les yeux et Miss Subways apparaît », dit-il. « Elle n'était pas la plus belle fille du monde elle était des nôtres. Elle était notre Miss America. »

En 1983, alors que les demandes répétées du public réclament la poursuite du concours, un représentant de la Metropolitan Transportation Authority déclare qu'il serait « non pertinent et socialement inacceptable », et donc impossible, de démarrer à nouveau Miss Subways. En 2004, la journaliste Melanie Bush commente :

« [Les] affiches étaient aussi secrètement féministes, parfois même de façon très choquante, même pour [Bush], un enfant des années 70. Depuis la première ('Mona Freeman, désire devenir une illustratrice en freelance hors pair') jusqu'à la dernière ('Heidi Hafner... Son objectif : instructeur de vol'), elles se focalisaient sur les ambitions des femmes, et au cours des années 40 ou 70 ou [2000], c'était chose rare dans le flot de la publicité de masse. Et pourtant c'était bien là, et pour durer, probablement parce que la compétition était née pendant le Seconde Guerre mondiale : plus de trois millions de femmes avaient reçu des offres d'emploi impliquant un salaire pour la première fois ; elles prenaient le métro et parfois même elles les conduisaient, bien plus nombreuses qu'auparavant.
Les affiches étaient des plus radicales pendant les années de guerre, pour refléter ensuite à leur tour le retour des femmes dans le foyer. Le parcours de Miss Subways fait clairement écho aux rôles assignés aux femmes à la surface : alors que les civiles avaient été indispensables pour fournir la main-d'œuvre de la Seconde Guerre mondiale, la raison d'être des femmes au foyer comme Betty Friedan l'explique, c'est "d'acheter plus d'objets pour la maison."
Voyez ainsi le succès vivifiant de Marguerite McAuliffe en décembre 1942, "dont le but est de devenir un docteur aussi compétent que son père," et celui de Cecile Woodley en novembre 1943, dont les "intérêts principaux sont son emploi et la marine, le ski, Mozart et Katharine Hepburn". Voyez également Irene Scheidt, gagnante en juin 1950, dont le "désir le plus fou est de faire un voyage dans les Bermudes." Ou encore Eleanor Nash, gagnante en novembre 1960, 'jeune, belle, et experte dans le maniement d'un fusil."
Chaque mois, j'attendais avec impatience en me demandant : que faisait-elle dans la vie ? Quels étaient ses objectifs ? Je voulais devenir la Miss Subways qui était pilote d'avion. Ou pourquoi pas "écrivaine et voyageuse" ? "Scientifique" ? "Chirurgienne" ?... Peut être que la prochaine serait astronaute. Ou présidente !
Ce qu'il se passait réellement à ce moment-là, c'est que je voyais des femmes, de vraies femmes new-yorkaises, discutant entre elles de leurs projets et transmettant ces messages grâce aux campagnes publicitaires organisées par quelques hommes. »

Ellen Hart Sturm, propriétaire du restaurant New-Yorkais Ellen's Stardust Diner, est élue Miss Subways en 1959 ; son restaurant présente des photos de nombreuses anciennes détentrices du titre Miss Subways sur les murs.

## Reprise de «Miss Subways»
En 2017, le « Miss Subways Pageant » est ressuscité et produit par The City Reliquary où l'événement a eu lieu. Les juges, parmi lesquels Roger Clark, journaliste pour NY1, décernent la distinction, l'écharpe et la couronne à Lisa Levy, qui a participé en se présentant comme une "reine post-ménopause". Le prix de la Miss Gentillesse, une distinction ajoutée au concours original, est décerné à Suzie Sims-Fletcher. En 2018, The Riders Alliance organise l'événement à Littlefield, où une nouvelle édition est organisée en 2019.

## Liste des détentrices du titre «Miss Subways»
| Début période              | Fin période       | Nom                                                                                        | Notes |
| -------------------------- | ----------------- | ------------------------------------------------------------------------------------------ | --- |
| 1er avril 1941             | 30 avril 1941     |                                                                                            | |
| 1er mai 1941               | 31 mai 1941       | Mona Freeman                                                                               | « la deuxième Miss Subways »                                                                             |
| 1er juin 1941              | 30 juin 1941      |                                                                                            | |
| 1er juillet 1941           | 31 juillet 1941   |                                                                                            | |
| 1er août 1941              | 31 août 1941      |                                                                                            | |
| 1er septembre 1941         | 30 septembre 1941 |                                                                                            | |
| 1er octobre 1941           | 31 octobre 1941   | Helen Borgia (deux détentrice de la distinction en octobre 1941, la deuxième est inconnue) | |
| 1er novembre 1941          | 30 novembre 1941  | Muriel Schott (également connue sous le nom de Suzanne Saunders)                           | |
| 1er décembre 1941          | 31 décembre 1941  | Ruth Ericsson                                                                              | |
| 1942                       |                   | Rita Ryan (Mme. Brunel)                                                                    | |
| 1er février 1942           | 28 février 1942   |                                                                                            | |
| 1er mars 1942              | 31 mars 1942      | Elaine Kusins                                                                              | |
| 1er avril 1942             | 30 avril 1942     |                                                                                            | |
| 1er mai 1942               | 31 mai 1942       |                                                                                            | |
| 1er juin 1942              | 30 juin 1942      | Dorothea Mate (Mme. Michael)                                                               | |
| 1er juillet 1942           | 31 juillet 1942   |                                                                                            | |
| 1er août 1942              | 31 août 1942      | Rosemary Gregory                                                                           | |
| 1er septembre 1942         | 30 septembre 1942 | Evelyn Clark                                                                               | |
| 1er octobre 1942           | 31 octobre 1942   |                                                                                            | |
| 1er novembre 1942          | 30 novembre 1942  | Cecile Woodley                                                                             | "ses centres d'intérêts principaux sont son travail et la marine, le ski, Mozart and Katharine Hepburn," |
| 1er décembre 1942          | 31 décembre 1942  | Marguerite McAuliffe                                                                       | "don't le but est de devenir un docteur aussi compétent que son père,"                                   |
| 1er janvier 1943           | 31 janvier 1943   |                                                                                            | |
| 1er février 1943           | 28 février 1943   | Connie Sameth                                                                              | |
| 1er mars 1943              | 31 mars 1943      | Vita Monterosso                                                                            | |
| 1er avril 1943             | 30 avril 1943     |                                                                                            | |
| 1er mai 1943               | 30 mai 1943       |                                                                                            | |
| 1er juin 1943              | 30 juin 1943      | Evelyn Friedman                                                                            | |
| 1er juillet 1943           | 31 juillet 1943   |                                                                                            | |
| 1er août 1943              | 30 août 1943      | Tera Kathryn Davis                                                                         | |
| 1er septembre 1943         | 30 septembre 1943 |                                                                                            | |
| 1er octobre 1943           | 31 octobre 1943   |                                                                                            | |
| 1er novembre 1943          | 30 novembre 1943  |                                                                                            | |
| 1er décembre 1943          | 31 décembre 1943  |                                                                                            | |
| 1944                       |                   | Helen Mazley Kenny                                                                         | |
| 1er février 1944           | 28 février 1944   | Joan Cashman                                                                               | |
| 1er mars 1944              | 31 mars 1944      | Eileen Henry                                                                               | |
| 1er avril 1944             | 30 avril 1944     | Joan Vohs                                                                                  | |
| 1er mai 1944               | 31 mai 1944       | Dawna Clawson ; Doris Clawson ; Dorothy Clawson                                            | |
| 1er juin 1944              | 30 juin 1944      | Winifred McAleer                                                                           | |
| 1er juillet 1944           | 30 juillet 1944   | Peggy Healy                                                                                | |
| 1er août 1944              | 31 août 1944      | Mary Radchuck                                                                              | |
| 1er septembre 1944         | 30 septembre 1944 |                                                                                            | |
| 1er octobre 1944           | 31 octobre 1944   |                                                                                            | |
| 1er novembre 1944          | 30 novembre 1944  |                                                                                            | |
| 1er décembre 1944          | 31 décembre 1944  |                                                                                            | |
| 1er janvier 1945           | 31 janvier 1945   |                                                                                            | |
| 1er février 1945           | 28 février 1945   |                                                                                            | |
| 1er mars 1945              | 31 mars 1945      |                                                                                            | |
| 1er avril 1945             | 30 avril 1945     | Rita Cuddy                                                                                 | (6 août 1923 – 16 octobre 2003)                                                                          |
| 1er mai 1945               | 31 mai 1945       |                                                                                            | |
| 1er juin 1945              | 30 juin 1945      |                                                                                            | |
| 1er juillet 1945           | 31 juillet 1945   |                                                                                            | |
| 1er août 1945              | 31 août 1945      |                                                                                            | |
| 1er septembre 1945         | 30 septembre 1945 |                                                                                            | |
| 1er octobre 1945           | 31 octobre 1945   |                                                                                            | |
| 1er novembre 1945          | 30 novembre 1945  |                                                                                            | |
| 1er décembre 1945          | 31 décembre 1945  |                                                                                            | |
| 1er janvier 1946           | 31 janvier 1946   |                                                                                            | |
| 1er février 1946           | 28 février 1946   |                                                                                            | |
| 1er mars 1946              | 31 mars 1946      |                                                                                            | |
| 1er avril 1946             | 30 avril 1946     |                                                                                            | |
| 1er mai 1946               | 31 mai 1946       |                                                                                            | |
| 1er juin 1946              | 30 juin 1946      |                                                                                            | |
| 1er juillet 1946           | 31 juillet 1946   | Enid Berkowitz                                                                             | |
| 1er août 1946              | 31 août 1946      |                                                                                            | |
| 1er septembre 1946         | 30 septembre 1946 |                                                                                            | |
| 1er octobre 1946           | 31 octobre 1946   |                                                                                            | |
| 1er novembre 1946          | 30 novembre 1946  | Kay Landing                                                                                | |
| 1er décembre 1946          | 31 décembre 1946  |                                                                                            | |
| 1er janvier 1947           | 31 janvier 1947   |                                                                                            | |
| 1er février 1947           | 28 février 1947   |                                                                                            | |
| 1er mars 1947              | 31 mars 1947      |                                                                                            | |
| 1er avril 1947             | 30 avril 1947     |                                                                                            | |
| 1er mai 1947               | 31 mai 1947       |                                                                                            | |
| 1er juin 1947              | 30 juin 1947      |                                                                                            | |
| 1er juillet 1947           | 31 juillet 1947   |                                                                                            | |
| 1er août 1947              | 31 août 1947      |                                                                                            | |
| 1er septembre 1947         | 30 septembre 1947 |                                                                                            | |
| 1er octobre 1947           | 31 octobre 1947   | Merry Condon                                                                               | |
| 1er novembre 1947          | 30 novembre 1947  |                                                                                            | |
| 1er décembre 1947          | 31 décembre 1947  | Gene Farley                                                                                | |
| 1er janvier 1948           | 31 janvier 1948   |                                                                                            | |
| 1er février 1948           | 28 février 1948   |                                                                                            | |
| 1er mars 1948              | 31 mars 1948      |                                                                                            | |
| 1er avril 1948             | 30 avril 1948     | Thelma Porter                                                                              | |
| 1er mai 1948               | 31 mai 1948       |                                                                                            | |
| 1er juin 1948              | 30 juin 1948      |                                                                                            | |
| 1er juillet 1948           | 31 juillet 1948   |                                                                                            | |
| 1er août 1948              | 31 août 1948      |                                                                                            | |
| 1er septembre 1948         | 30 septembre 1948 |                                                                                            | |
| 1er octobre 1948           | 31 octobre 1948   |                                                                                            | |
| 1er novembre 1948          | 30 novembre 1948  |                                                                                            | |
| 1er décembre 1948          | 31 décembre 1948  |                                                                                            | |
| 1949                       |                   | Elaine Levine                                                                              | |
| 1er février 1949           | 28 février 1949   |                                                                                            | |
| 1er mars 1949              | 31 mars 1949      | Dorothy Nolan                                                                              | |
| 1er avril 1949             | 30 avril 1949     |                                                                                            | |
| 1er mai 1949               | 31 mai 1949       |                                                                                            | |
| 1er juin 1949              | 30 juin 1949      |                                                                                            | |
| 1er juillet 1949           | 31 juillet 1949   |                                                                                            | |
| 1er août 1949              | 31 août 1949      |                                                                                            | |
| 1er septembre 1949         | 30 septembre 1949 |                                                                                            | |
| 1er octobre 1949           | 31 octobre 1949   |                                                                                            | |
| 1er novembre 1949          | 30 novembre 1949  | Helen Lee                                                                                  | |
| 1er décembre 1949          | 31 décembre 1949  |                                                                                            | |
| 194?                       |                   | Patricia Burke (Miss Subways)                                                              | |
| 1950                       |                   | Margie Marra                                                                               | |
| février 1950               | février 1950      | Saralee Singer                                                                             | |
| 1er mars 1950              | 31 mars 1950      | Angela Vorsteg Norris                                                                      | |
| 1er avril 1950             | 30 avril 1950     |                                                                                            | |
| 1er mai 1950               | 31 mai 1950       |                                                                                            | |
| 1er juin 1950              | 30 juin 1950      | Irene Scheidt                                                                              | « son souhait le plus fou est de faire un voyage aux Bermudes »                                          |
| 1er juiller 1950           | 31 juillet 1950   |                                                                                            | |
| 1er août 1950              | 31 août 1950      |                                                                                            | |
| 1er septembre 1950         | 30 septembre 1950 |                                                                                            | |
| 1er octobre 1950           | 31 octobre 1950   |                                                                                            | |
| 1er novembre 1950          | 31 novembre 1950  |                                                                                            | |
| 1er décembre 1950          | 31 décembre 1950  |                                                                                            | |
| 1er janvier 1951           | 31 janvier 1951   | Yolanda Revson                                                                             | "la première Miss Subways de descendance latine"                                                         |
| 1er février 1951           | 28 février 1951   |                                                                                            | |
| 1er mars 1951              | 31 mars 1951      |                                                                                            | |
| 1er avril 1951             | 30 avril 1951     |                                                                                            | |
| 1er mai 1951               | 31 mai 1951       |                                                                                            | |
| 1er juin 1951              | 30 juin 1951      |                                                                                            | |
| 1er juillet 1951           | 31 juillet 1951   |                                                                                            | |
| 1er août 1951              | 31 août 1951      |                                                                                            | |
| 1er septembre 1951         | 30 septembre 1951 | Jean Hagen                                                                                 | |
| 1er octobre 1951           | 31 octobre 1951   | Jean Hagen                                                                                 | |
| 1er novembre 1951          | 30 novembre 1951  |                                                                                            | |
| 1er décembre 1951          | 31 décembre 1951  |                                                                                            | |
| 1er janvier 1952           | 28 février 1952   |                                                                                            | |
| 1er mars 1952              | 30 avril 1952     | Peggy Byrne                                                                                | |
| 1er mai 1952               | 30 juin 1952      |                                                                                            | |
| 1er juillet 1952           | 31 août 1952      |                                                                                            | |
| 1er septembre 1952         | 31 octobre 1952   |                                                                                            | |
| 1er novembre 1952          | 31 décembre 1952  |                                                                                            | |
| 1er janvier 1953           | 28 février 1953   |                                                                                            | |
| 1er mars 1953              | 30 avril 1952     | Yolanda Revson                                                                             | |
| 1er mai 1953               | 30 juin 1953      | Mary Gardiner                                                                              | |
| 1er juillet 1953           | 31 août 1953      |                                                                                            | |
| 1er septembre 1953         | 31 octobre 1953   |                                                                                            | |
| 1er novembre 1953          | 31 décembre 1953  |                                                                                            | |
| 1er janvier 1954           | 28 février 1954   |                                                                                            | |
| 1er mars 1954              | 30 avril 1954     |                                                                                            | |
| 1er mai 1954               | 30 juin 1954      | Juliette Rose Lee                                                                          | |
| 1er juillet 1954           | 31 août 1954      |                                                                                            | |
| 1er septembre 1954         | 31 octobre 1954   |                                                                                            | |
| 1er novembre 1954          | 31 décembre 1954  |                                                                                            | |
| 1955                       | 1955              | Phyllis Johnson                                                                            | |
| 1er mars 1955              | 30 avril 1955     |                                                                                            | |
| 1er mai 1955               | 30 juin 1955      |                                                                                            | |
| 1er juillet 1955           | 31 août 1955      |                                                                                            | |
| 1er septembre 1955         | 31 octobre 1955   |                                                                                            | |
| 1er novembre 1955          | 31 décembre 1955  | Marie Leonard                                                                              | |
| 1er janvier 1956           | 28 février 1956   |                                                                                            | |
| 1er mars 1956              | 30 avril 1956     |                                                                                            | |
| 1er mai 1956               | 30 juin 1956      |                                                                                            | |
| 1er juillet 1956           | 31 août 1956      |                                                                                            | |
| 1er septembre 1956         | 31 octobre 1956   |                                                                                            | |
| 1er novembre 1956          | 31 décembre 1956  | Doris Mermel                                                                               | |
| Avant 1957                 |                   | Terry Flannigan                                                                            | |
| Avant 1957                 |                   | Jean Grogan                                                                                | |
| Avant 1957                 |                   | Nancy Seris                                                                                | |
| 1er janvier 1957           | 28 février 1957   |                                                                                            | |
| 1er mars 1957              | 30 avril 1957     |                                                                                            | |
| 1er mai 1957               | 30 juin 1957      |                                                                                            | |
| 1er juillet 1957           | 31 août 1957      |                                                                                            | |
| 1er septembre 1957         | 31 octobre 1957   |                                                                                            | |
| 1er novembre 1957          | 31 décembre 1957  |                                                                                            | |
| 1958                       |                   | Kathryn Keeler ; Mary Keeler                                                               | |
| 1er mars 1958              | 30 avril 1958     | Eleanor Galanis                                                                            | |
| 1er janvier 1959           | 28 février 1959   |                                                                                            | |
| 1er mars 1959              | 30 avril 1959     | Ellen Hart                                                                                 | |
| 1er mai 1959               | 30 juin 1959      |                                                                                            | |
| 1er juillet 1959           | 31 août 1959      |                                                                                            | |
| 1er septembre 1959         | 31 octobre 1959   |                                                                                            | |
| 1er novembre 1959          | 31 décembre 1959  |                                                                                            | |
| 1er janvier 1960           | 28 février 1960   |                                                                                            | |
| 1er mars 1960              | 30 avril 1960     |                                                                                            | |
| 1er mai 1960               | 30 juin 1960      |                                                                                            | |
| 1er juin 1960              | 31 août 1960      |                                                                                            | |
| 1er septembre 1960         | 31 octobre 1960   |                                                                                            | |
| 1er novembre 1960          | 31 décembre 1960  | Eleanor Nash                                                                               | "jeune, belle et experte dans le maniement d'un fusil"                                                   |
| 1er janvier 1961           | 28 février 1961   | Dolores Mitchell                                                                           | |
| Avant 1962                 |                   | Kathy Dempsey                                                                              | |
| 1er mars 1961              | 30 avril 1961     |                                                                                            | |
| 1er mai 1961               | 30 juin 1961      |                                                                                            | |
| 1er juillet 1961           | 31 août 1961      |                                                                                            | |
| 1er septembre 1961         | 31 octobre 1961   |                                                                                            | |
| 1er novembre 1961          | 31 décembre 1961  |                                                                                            | |
| 1er janvier 1962           | 28 février 1962   | Evelyn Tasch                                                                               | |
| 1962                       | 1962              | Sally Pishney                                                                              | |
| 1er mars 1962              | 31 avril 1962     |                                                                                            | |
| 1er septembre 1963         | 30 septembre 1963 | Carole Nealon                                                                              | |
| 1er janvier 1964           | 31 mars 1964      | Sanora Selsey                                                                              | |
| 1965                       |                   | Judith Marshall                                                                            | |
| 1966                       |                   | Carol Price                                                                                | |
| 1er décembre 1967          | 31 janvier 1968   | Neddy Garde                                                                                | |
| 1er février 1968           | 31 août 1968      | Maureen Walsh                                                                              | |
| 1er janvier 1971           | 30 juin 1971      | Patricia Shilling                                                                          | |
| 1er janvier 1971           | 30 juin 1971      | Linda Heilbronn                                                                            | |
| 1er mai 1974               | 31 juillet 1974   | Sonia Dominguez                                                                            | |
| 31 octobre 1974            | mai 1975          | Marcia Kilpatrick                                                                          | |
| 1er avril 1975             | 31 octobre 1975   | Ayana Lawson                                                                               | |
| Avant 1976                 |                   | Josephine Lazzaro                                                                          | |
| Avant 1976                 |                   | Donna Demarta                                                                              | |
| Avant 1976                 |                   | Barbara Peer                                                                               | "la gagnante a été agressée dans le métro"                                                               |
| 1976 (dernier)             |                   | Heide Hafner                                                                               | |
| 2004 (à titre honorifique) |                   | Caroline Sanchez-Bernat                                                                    | |
| 2017                       |                   | Lisa Levy                                                                                  | Suzie Sims-Fletcher, Miss Gentillesse                                                                    |
| 2018                       |                   | Parker MacLure                                                                             | Charlie Battersby, Miss Congeniality                                                                     |
| 2019                       |                   | Dylan Greenberg                                                                            | Traci Cappiello, Miss Congeniality                                                                       |

- Dans la comédie musicale On the Town de 1944, l'un des personnages principaux tombe amoureux de « Miss Turnstiles" après avoir vu sa photo dans le métro. La parolière Betty Comden a affirmé plus tard que la comédie musicale avait influencé le processus de sélection du concours pour inclure des candidates plus diversifiées, en raison du casting de la demi-japonaise Sono Osato dans le rôle de Miss Turnstiles dans la production originale[12].
- Le recueil de poésie de Lawrence Ferlinghetti A Coney Island of the Mind contient un poème intitulé « Meet Miss Subways".
- Le cycle de chansons de 1972 de Donald Sosin « Third Rail" comprend le texte entier d'une affiche de Miss Subways, mais avec le nom de la fille et de son école changés à sa demande.
- L'album de 1974 de Cher, Dark Lady, comportait la chanson comique, « Miss Subway of 1952", écrite par Mary F. Cain, à propos d'une femme autrefois belle qui n'a pas vieilli avec grâce.
- Dans l'épisode "Tattoo" de The Nanny de 1996 (saison 4 épisode 9), Fran prétend avoir remporté le titre de Miss Subways.
- En 1996, Marga Gomez a lancé une émission intitulée « A Line Around the Block » dans laquelle un personnage dit : « Tu es Miss America. Non, mieux que ça. Miss Subways »[20].
- Le roman de fiction historique de 2018 The Subway Girls (St.Martin 's Press) de Susie Orman Schnall est une histoire à double chronologie d'une candidate à Miss Subways de 1949 et d'une directrice de la publicité des temps modernes.
- Dans le roman La Reine du Pays-sous-la-Terre (Miss Subways paru en 2018  (ISBN 978-0-37421-040-3), Macmillan Publishers), l'écrivain et acteur David Duchovny réinvente Miss Subways dans le rôle d'Emer, une enseignante de New York qui croise des personnages mythiques dans sa quête de l'amour.